# Zawada (powiat puławski)
Zawada – wieś w Polsce położona w województwie lubelskim, w powiecie puławskim, w gminie Wąwolnica.
| SIMC    | Nazwa     | Rodzaj    |
| ------- | --------- | --------- |
| 0999274 | Iłki      | część wsi |
| 0999280 | Podchoina | część wsi |

Wieś królewska w starostwie wąwolnickim województwa lubelskiego w 1786 roku. 
W latach 1975–1998 miejscowość należała administracyjnie do województwa lubelskiego.
Wieś stanowi sołectwo gminy Wąwolnica. Według Narodowego Spisu Powszechnego z roku 2011 wieś liczyła 200 mieszkańców.
Wierni Kościoła rzymskokatolickiego należą do parafii św. Wojciecha w Wąwolnicy.